# Manuel Baldizón
Manuel Antonio Baldizón Méndez, né le 6 mai 1970 à Flores (Guatemala), est un avocat, homme d'affaires et homme politique guatémaltèque.

## Biographie
Manuel Baldizon est issu d'une riche famille chrétienne dont la fortune provient, selon Insight Crime, du commerce illégal de pièces archéologiques. Avocat de formation, il dirige le groupe Balvar, présent dans le transport, le commerce, l’énergie, la construction, l’hôtellerie, les télécommunications. D'après certains journalistes, certaines de ses entreprises pourraient être utilisées comme des sociétés écrans destinées au blanchiment d’argent.

## Carrière politique
En 2004, il prend part à la négociation des accords de libre-échange avec les États-Unis. En 2008, il fait voter la « loi Fonpetrol », qui permet à la multinationale Perenco de renouveler pour quinze ans un contrat d’exploitation de pétrole marqué par de nombreuses irrégularités.
Selon Insight Crime, Manuel Baldizon fait partie de la « liga mayor » au Péten, c’est-à-dire des « groupes régionaux disposant d’une représentation législative, qui ont bénéficié — à travers leurs ONG ou par le biais d’entreprises — de fonds publics ».
Un câble diplomatique révélé par WikiLeaks indique que son parti, la Liberté démocratique rénovée, aurait acheté ses députés au prix de 61 000 dollars chacun.

### Élection présidentielle de 2015
Il propose de donner réponse « dure » à la violence, notamment avec la fin du moratoire sur la peine de mort.
À l'issue du premier tour de la présidentielle du 6 septembre 2015, il se classe troisième, derrière Sandra Torres, arrivée deuxième, et Jimmy Morales, arrivé premier. Face à son échec, le 14 septembre 2015, il annonce qu'il renonce à ses responsabilités politiques, tout en dénonçant le processus électoral.

### Condamnation pour corruption et blanchiment d'argent
Il est recherché au Guatemala pour association illicite, corruption et blanchiment d'argent. Le 20 janvier 2018, il est arrêté à Miami alors qu'il fuyait le Guatemala. 
Le 12 novembre 2019, il est condamné à 4 ans et 2 mois de prison par la cour de district des États-Unis pour le district méridional de Floride (en) après avoir plaidé coupable de blanchiment d'argent. Le 1er septembre 2020, il commence à purger sa peine à l'établissement pénitentiaire de McRae (en) en Géorgie.
Il est extradé au Guatemala en 2022 pour répondre à d'autres affaires de corruption et placé en détention dès son arrivée. Il est libéré en janvier 2023 après avoir payé une caution et reprend sa carrière politique, se présentant aux élections législatives de 2023. Obtenir un siège au Parlement lui procurerait une immunité contre les poursuites judiciaires.